# Дома со шпилем (Мариуполь)
Дома́ со шпи́лем (укр. Будинки зі шпилем) — два жилых дома, завершающиесяся кверху башней со шпилем — одна из узнаваемых достопримечательностей города Мариуполь. Расположены по адресу: город Мариуполь, ул. Куинджи? дома № 35 и № 48, на пересечении проспекта Мира и улицы Куинджи, возле Театральной площади. Построены в 1953 году на месте бывшего горисполкома (здание разрушено во время войны) по проекту киевского архитектора Л. Яновицкого из харьковского института «Горстройпроект». 2 дома разделяет проезжая часть и тротуары улицы Артёма. В 2000-х годах западный дом со шпилем был выкрашен в белый цвет (восточный остался естественного кирпичного цвета).
Здания созданы в традициях сталинской архитектуры: массивный рустованный цоколь, арочные проемы в эркерах, колонны и пилоны ионического ордера, лепнина на стенах, угловые части домов венчаются шпилями и фигурными парапетами. В центре — 7-этажная часть, к которой примыкают 4-х и 5-этажные крылья. Благодаря шпилям, здания являются архитектурным акцентом пересечения проспекта Мира и улицы Куинджи.
Во время войны получили существенные повреждения из-за  обстрелов и бомбёжек в ходе взятия города.
В июне 2023 года российские строители начали восстановление двух исторических домов со шпилями у Театрального сквера в Мариуполе.

## Галерея

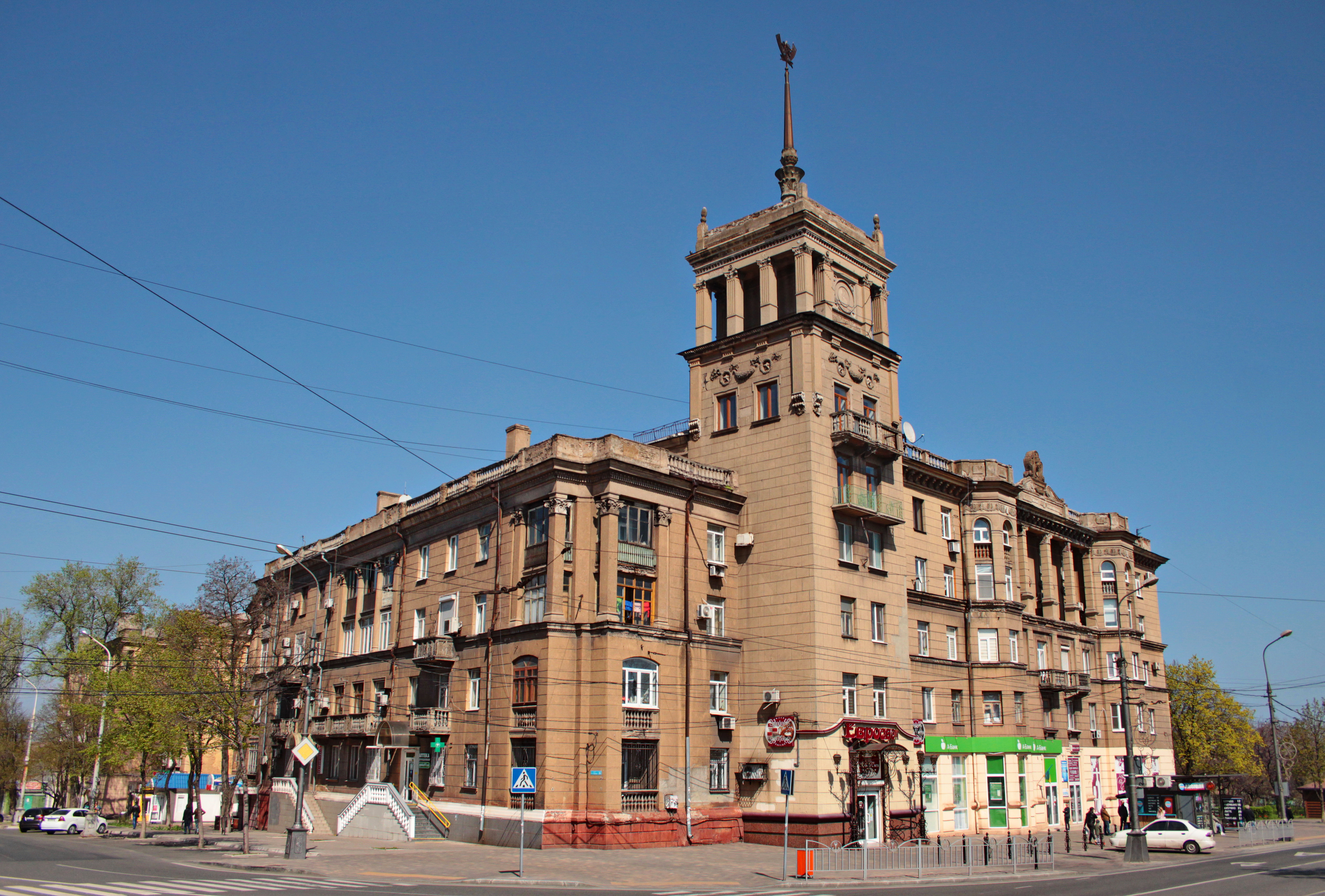
Восточный дом (вид со стороны драмтеатра)
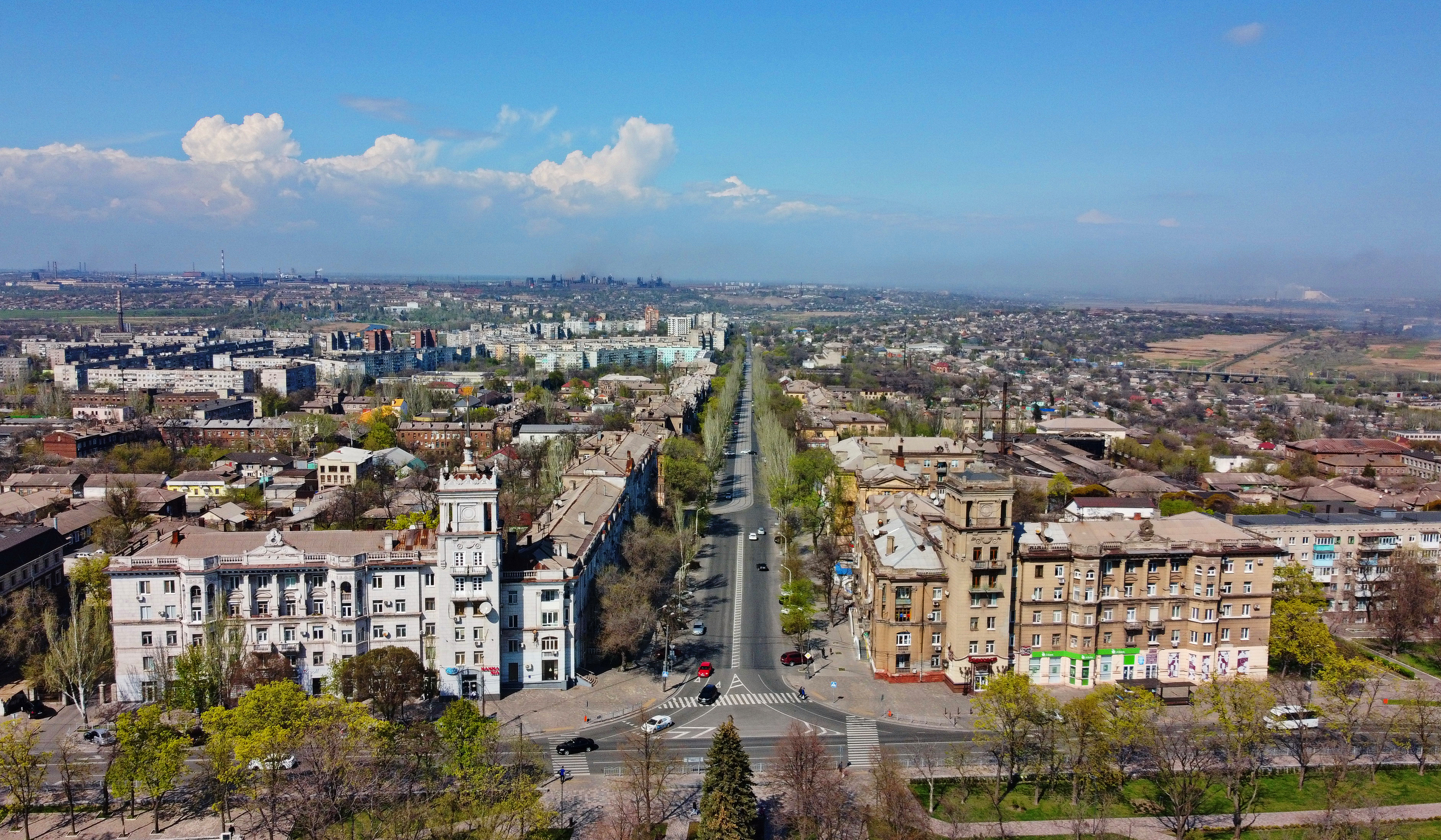
Общий вид
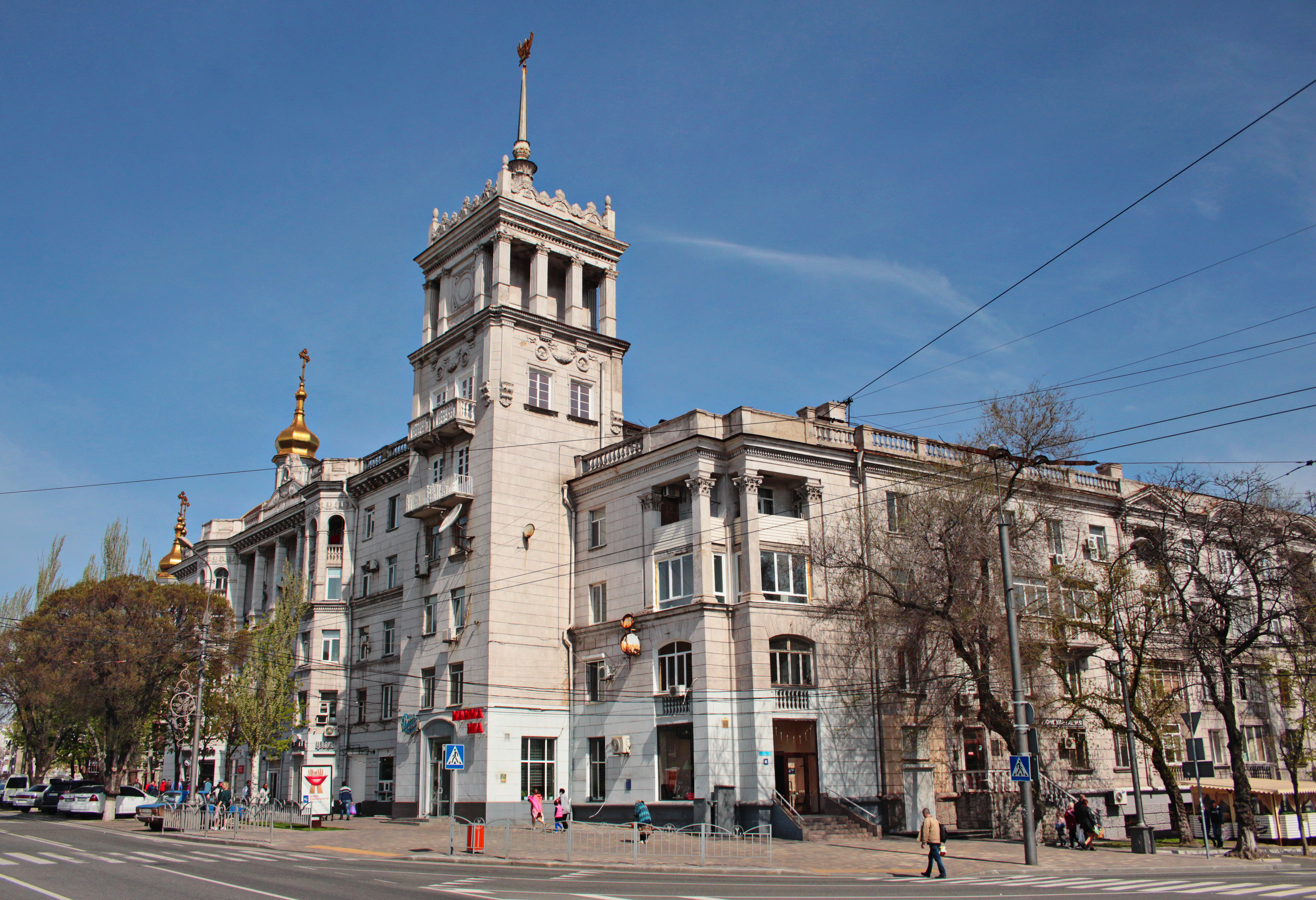
Западный дом

## Публикации
- «Шпиль — не излишество», Мефодий Мартынов «ЖИЗНЬ-НЕДЕЛЯ», 18.04.2002, № 58